# Caecum cycloferum
Caecum cycloferum is een slakkensoort uit de familie van de Caecidae. De wetenschappelijke naam van de soort is voor het eerst geldig gepubliceerd in 1867 door de Folin.

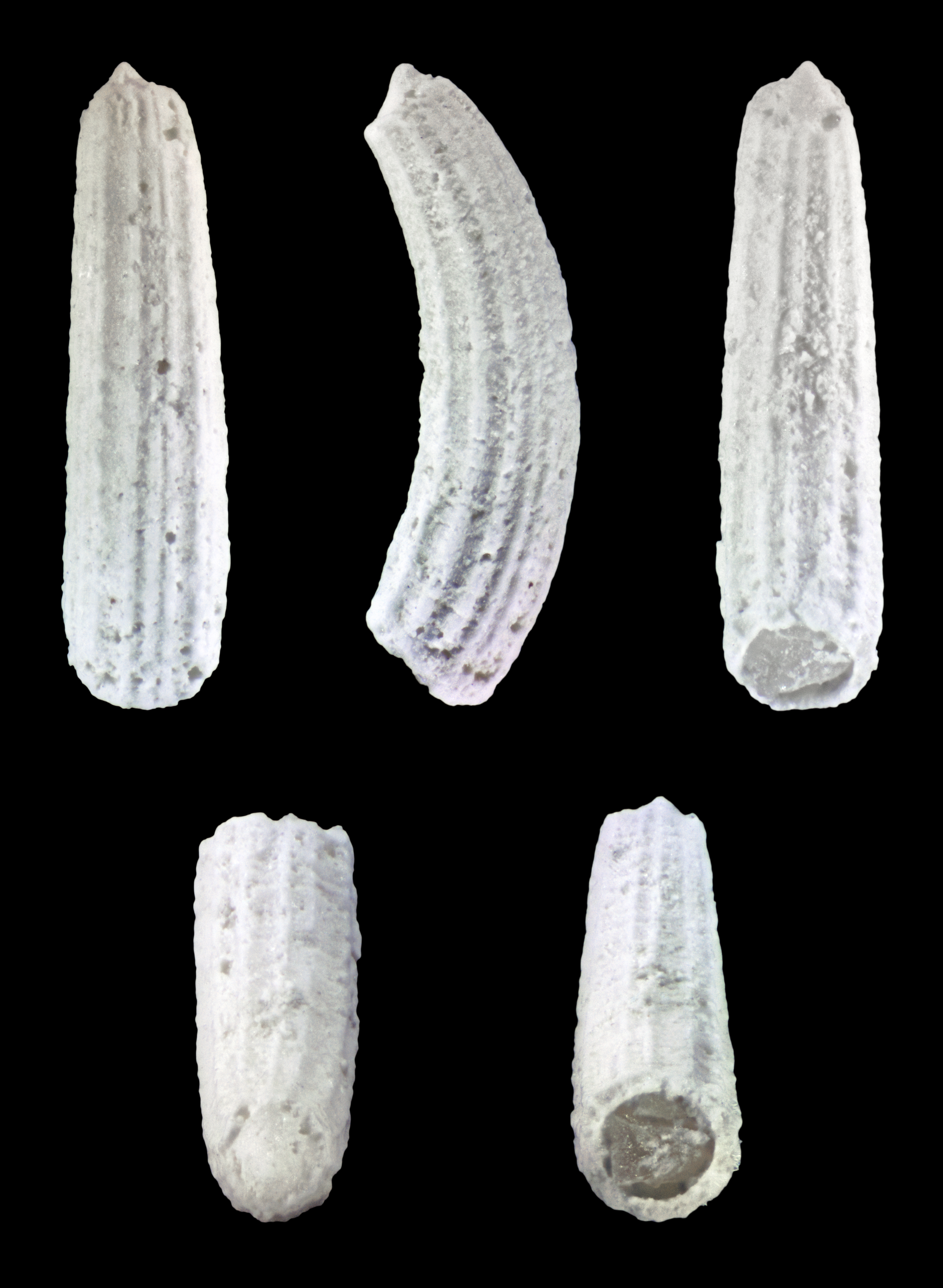
Fossiel exemplaar, Pliocene, Florida